# Cattleya grandis
Cattleya grandis là một loài thực vật có hoa trong họ Lan. Loài này được (Lindl.) A.A.Chadwick mô tả khoa học đầu tiên năm 2006.

## Hình ảnh

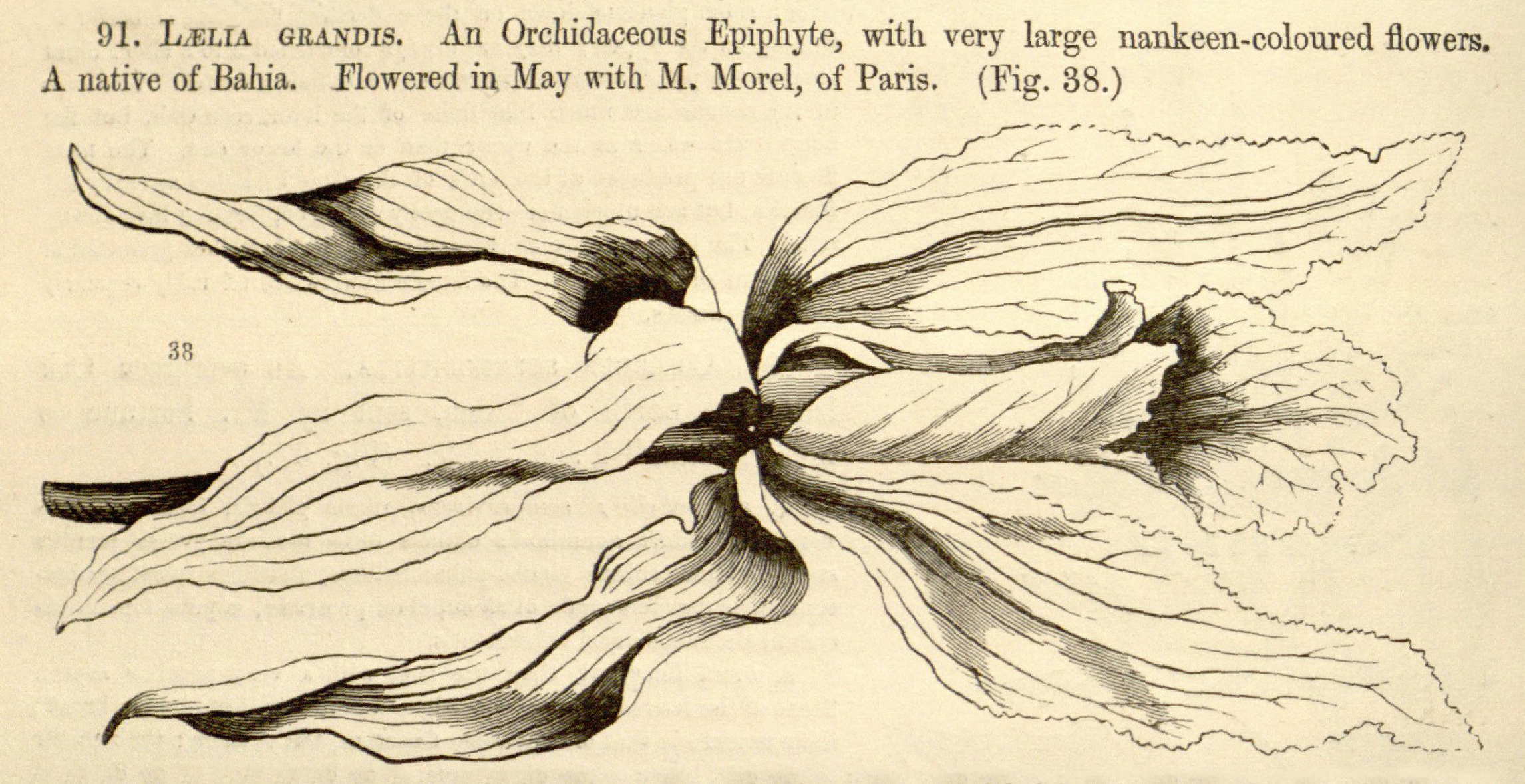